# 哈勒姆車站
哈勒姆車站（荷蘭語：Station Haarlem）是荷蘭北荷蘭省哈勒姆的主要鐵路車站。

## 歷史

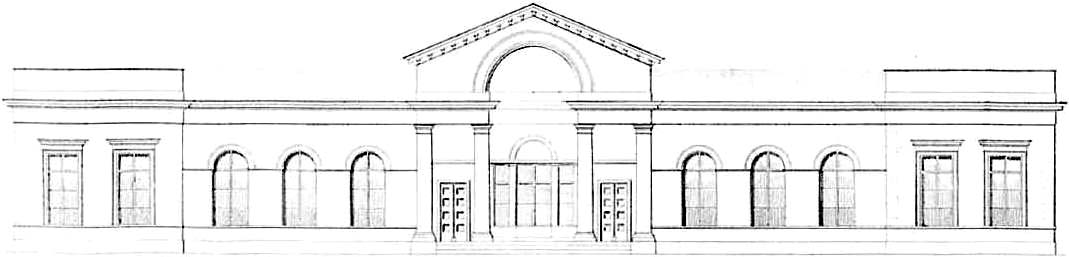
1842年的哈勒姆車站立面

1839年9月20日，哈勒姆車站隨阿姆斯特丹－鹿特丹铁路開通而啟用，這是荷蘭的第一條鐵路，最初的車站是一座木造建築。現今的車站位置確立於1842年，由弗雷德里克·威廉·康納德以半希臘新古典主義風格設計。
目前的車站建於1906年至1908年之間，由德克·瑪格丹特設計，軌道改建為高架鐵路，以避免與城市交通衝突。這是荷蘭唯一的以新藝術風格建造的火車站。